# Anton Kilin
Anton Vladimirovich Kilin (tiếng Nga: Антон Владимирович Килин; sinh ngày 14 tháng 11 năm 1990) là một cầu thủ bóng đá người Nga. Anh thi đấu cho F.K. Tambov.

## Sự nghiệp câu lạc bộ
Anh có trận ra mắt giải Ngoại hạng Nga cho FC Ufa vào ngày 20 tháng 9 năm 2014 trong trận đấu với FC Ural Yekaterinburg.